# (9401) 1994 TS3
A (9401) 1994 TS3 a Naprendszer kisbolygóövében található aszteroida. Yoshisada Shimizu és Urata Takesi fedezte fel 1994. október 13-án.